# The Men They Couldn't Hang
i The Men They Couldn't Hang sono un gruppo inglese di genere folk punk, fondato nel 1984. Sono stati, assieme ai Pogues, tra i massimi esponenti del cosiddetto rogue folk.

## Storia
La band è stata fondata a Londra nel 1984. La formazione originale era composta da: Stefan Cush (voce, chitarra), Paul Simmonds (chitarra, bouzouki, mandolin, tastiere), Philip "Swill" Odgers (voce, chitarra, tin whistle, melodica), Jon Odgers (batteria e percussioni) e  Shanne Bradley (basso).
Il loro primo singolo The Green Fields of France, scritto da Eric Bogle, fu trasmesso da John Peel, che lo inserì al terzo posto nella classifica personale di fine anno. Il brano ottenne un buon successo nella classifica Indie Chart.
L'esordio su album, Night of a Thousand Candles, avvenne nel 1985 per la Demon Records. L'album fu trainato dal singolo Ironmasters, dove veniva tratteggiata la figura del lavoratore dalla rivoluzione industriale a giorni nostri. Il brano fu rimaneggiato della frase indirettamente riferita all'allora primo ministro Margaret Thatcher, "and oh, that iron bastard, she still gets her way" per poter essere trasmesso in radio.
Nel 1986 il gruppo firmò per la MCA con la quale pubblicò il secondo album How Green Is the Valley, il singolo d'apertura Ghosts of Cable Street ricordava la battaglia di Cable Street avvenuta nel 1936, mentre Shirt of Blue prendeva spunto dalla rivolta dei minatori nel 1984-1985. Primo cambio nella formazione, Shanne Bradley fu rimpiazzato da Ricky McGuire (ex UK Subs).
Nel 1987 pubblicarono per la Magnet Records, Waiting for Bonaparte. Dal disco fu estratto il singolo The Colours che ottenne un discreto successo in classifica fu bannato dalla radio della BBC per la frase in essa contenuta "You've come here to watch me hang" (sei venuto qui per vedermi impiccato) che riecheggiava i fatti recenti accaduti in Sud Africa con la condanna a morte di 6 attivisti.
Nel 1988 altro cambio di etichetta, firmarono per la Silvertone Records con la quale pubblicarono 2 album Silver Town che fu l'unico ad entrare in classifica e Domino Club del 1990.
Nel 1990 fecero da supporto alla tappa del tour di David Bowie al National Bowl.
L'anno seguente dopo il primo disco dal vivo, Alive, Alive-O, il gruppo inaspettatamente di sciolse.
Il gruppo di ricostituì nel 1996 con la formazione precedente escluso Jon Odgers che divenne tecnico per i Therapy? rimpiazzato da Kenny Harris. Videro la luce un nuovo album Never Born to Follow nel 1996 ed un mini-lp Big Six Pack l'anno successivo. Il gruppo si prese una pausa di riflessione nella quale Simmons e Phil Odgers realizzarono un disco Baby Fishlips a loro nome.
Si dovette attendere il 2003 per un nuovo lavoro del gruppo The Cherry Red Jukebox, supito dopo ci fu un'ulteriore interruzione dell'attività del gruppo nella quale Phil Odgers con McGuire e Jon Odgers realizzarono due album a nome The Swaggerband mentre Simmonds pubblicò l'album The Rising Road.
Solo nel 2009 il gruppo ritornò in sala di registrazione per la realizzazione del nuovo disco Devil on the Wind pubblicato per Irregular Records. Il 9 ottobre si tenne il concerto celebrativo per i 25 anni di carriera presso l'Electric Ballroom di Camden Town.

## Discografia[3]

### Album studio
- 1985 - Night of a Thousand Candles - (Demon, IMP)
- 1986 - How Green Is the Valley - (MCA)
- 1988 - Waiting for Bonaparte - (Magnet, WEA)
- 1989 - Silver Town - (Silvertone, Jive)
- 1990 - Domino Club - (Silvertone, Jive)
- 1996 - Never Born to Follow - (Demon)
- 1997 - Big Six Pack - (Demon) (mini-LP)
- 2003 - The Cherry Red Jukebox - (Twah!)
- 2009 - Devil on the Wind - (Irregular Records)
- 2011 - 5 Go Mad on the Other Side - (Vinyl Star)
- 2014 - The defiant - Vinyl Star Records
- 2018 - Cock-a-hoop[4]

### Raccolte
- 1998 - Majestic Grill: The Best of the Men They Couldn't Hang - (Demon)
- 1999 - The Mud, The Blood And The Beer (Best Of, Volume 2) - (Demon)
- 2007 - Demos and Rarities Volume 1 - (Vinyl Star)
- 2008 - Demos and Rarities Volume 2 - (Vinyl Star)

### Album dal vivo
- 1991 - Alive, Alive-O - (Fun After All)
- 2005 - Smugglers and Bounty Hunters - (Recall)

## Videografia
- 2005 - The Shooting